# 할란 앤더슨
할란 앤더슨(Harlan Anderson, 1929년 10월 15일 - 2019년 1월 30일)은 미국의 엔지니어이자 기업가였으며 나중에 세계에서 두 번째로 큰 컴퓨터 회사가 된 디지털 이큅먼트 코퍼레이션(DEC)의 공동 창립자로 가장 잘 알려져 있다. 앤더슨이 연관되어 있는 다른 주목할만한 기관으로는 매사추세츠 공과대학교의 링컨 연구소가 있으며, 그곳에서 그는 기술 직원으로 근무했다. 타임(Time, Inc.)의 기술 이사로 재직하면서 인터넷이 존재하기 오래 전에 텔레비전이 폭발적으로 증가하는 동안 인쇄된 단어의 미래에 대한 평가를 주도했다.
앤더슨은 20개가 넘는 소규모 기술 회사의 초기 단계 자금 조달에 참여했다. 16년 동안 렌슬리어 공과대학교(RPI)의 이사로 재직했다. 일리노이 대학교 공과대학 자문위원회 위원이자 보스턴 교향악단의 이사였다.
앤더슨은 "배우고, 얻고, 돌아오라: 컴퓨터 개척자로서의 나의 삶"(Learn, Earn & Return: My Life as a Computer Pioneer)이라는 자서전의 저자이다.